# 言語交換
言語交換（げんごこうかん、Language exchange）とは、違う言語のネイティブスピーカー同士がそれぞれの言語を他方が学ぶのを助け合うことを言う。

## 概要
一般には、ある外国語を学習する者(A)が、当該外国語を母国語とする者で、かつ（A）の母国語を学習中の外国人と、互いに互いの言語を教えあうことをいう。
双方に利益が生じるため、通常は料金を必要としない。
言語交換を希望する者は語学学校の掲示板やフリーペーパー、またはインターネットの掲示板などに自己紹介等を掲載し、その情報に興味を持った閲覧者が掲載者に実際にコンタクトを取ることで言語交換をはじめる事例が多い。言語交換は主に喫茶店やレストラン等で行われるが、インターネットのメリットを生かして、オンライン上世界中をつないでの無料チャットを提供するサイトも存在する。また、ペンパルを紹介する形のサイトもある。

## メリット
- 関係者の都合のよい時間で行うことができる。
- 言語交換にかかる費用は通常無料である。
- 言語交換を通じて外国人の友人を作ることもできる。

## デメリット
- インターネットの掲示板のような不特定多数が閲覧する媒体から相手を見つける場合、いくらかのリスクが伴うことがある（異性を言語交換の相手とすることは注意すべきである）。
- 相手が日本語にまったく精通していない場合は、日本語を教えることにたいへんな労力を伴う。それにより言語交換の関係が自然消滅することもある。
- 通常、プロフェッショナルの教師ではなく、一般のユーザー同士で教えあうことになるため、自国語の文法に正確でない場合もあることに注意すべきである。